# Carry-le-Rouet
Pour les articles homonymes, voir Carry (homonymie) et Rouet.
Carry-le-Rouet (Carri lo Roet en occitan selon la norme classique, Càrri lou Rouet en provençal selon la norme mistralienne) est une commune française, située dans le département des Bouches-du-Rhône en région Provence-Alpes-Côte d'Azur.

## Géographie

### Situation
Carry-le-Rouet se situe entre Marseille, à l'est, Martigues et l'étang de Berre au nord-ouest.
Station balnéaire très fréquentée en été, on y trouve un port de plaisance, des plages, des criques abritées, et de nombreuses activités nautiques et sportives.
| Châteauneuf-les-Martigues | Ensuès-la-Redonne | Ensuès-la-Redonne |
| Sausset-les-Pins          | Carry-le-Rouet    | Ensuès-la-Redonne |
| Mer Méditerranée          | Mer Méditerranée  | Mer Méditerranée  |

### Climat
Pour des articles plus généraux, voir Climat de Provence-Alpes-Côte d'Azur et Climat des Bouches-du-Rhône.
En 2010, le climat de la commune est de type climat méditerranéen franc, selon une étude du Centre national de la recherche scientifique s'appuyant sur une série de données couvrant la période 1971-2000. En 2020, Météo-France publie une typologie des climats de la France métropolitaine dans laquelle la commune est exposée à un climat méditerranéen et est dans la région climatique  Provence, Languedoc-Roussillon, caractérisée par une pluviométrie faible en été, un très bon ensoleillement (2 600 h/an), un été chaud (21,5 °C), un air très sec en été, sec en toutes saisons, des vents forts (fréquence de 40 à 50 % de vents > 5 m/s) et peu de brouillards. 
Pour la période 1971-2000, la température annuelle moyenne est de 15 °C, avec une amplitude thermique annuelle de 16 °C. Le cumul annuel moyen de précipitations est de 554 mm, avec 5,9 jours de précipitations en janvier et 1,2 jours en juillet. Pour la période 1991-2020, la température moyenne annuelle observée sur la station météorologique de Météo-France la plus proche, « Marignane », sur la commune de Marignane à 11 km à vol d'oiseau, est de 15,9 °C et le cumul annuel moyen de précipitations est de 532,3 mm. 
La température maximale relevée sur cette station est de 39,7 °C, atteinte le 26 juillet 1983 ; la température minimale est de −16,8 °C, atteinte le 12 février 1956,,. 
Les paramètres climatiques de la commune ont été estimés pour le milieu du siècle (2041-2070) selon différents scénarios d'émission de gaz à effet de serre à partir des nouvelles projections climatiques de référence DRIAS-2020. Ils sont consultables sur un site dédié publié par Météo-France en novembre 2022.

## Urbanisme

### Typologie
Au 1er janvier 2024, Carry-le-Rouet est catégorisée petite ville, selon la nouvelle grille communale de densité à 7 niveaux définie par l'Insee en 2022.
Elle appartient à l'unité urbaine de Sausset-les-Pins-Carry-le-Rouet, une agglomération intra-départementale dont elle est une commune de la banlieue,. Par ailleurs la commune fait partie de l'aire d'attraction de Marseille - Aix-en-Provence, dont elle est une commune de la couronne,. Cette aire, qui regroupe 115 communes, est catégorisée dans les aires de 700 000 habitants ou plus (hors Paris),.
La commune, bordée par la mer Méditerranée, est également une commune littorale au sens de la loi du 3 janvier 1986, dite loi littoral. Des dispositions spécifiques d’urbanisme s’y appliquent dès lors afin de préserver les espaces naturels, les sites, les paysages et l’équilibre écologique du littoral, tel le principe d'inconstructibilité, en dehors des espaces urbanisés, sur la bande littorale des 100 mètres, ou plus si le plan local d'urbanisme le prévoit.

### Occupation des sols
L'occupation des sols de la commune, telle qu'elle ressort de la base de données européenne d’occupation biophysique des sols Corine Land Cover (CLC), est marquée par l'importance des forêts et milieux semi-naturels (65,4 % en 2018), en diminution par rapport à 1990 (68,6 %). La répartition détaillée en 2018 est la suivante : 
milieux à végétation arbustive et/ou herbacée (60,3 %), zones urbanisées (34 %), espaces ouverts, sans ou avec peu de végétation (5,1 %), eaux maritimes (0,6 %). L'évolution de l’occupation des sols de la commune et de ses infrastructures peut être observée sur les différentes représentations cartographiques du territoire : la carte de Cassini (XVIIIe siècle), la carte d'état-major (1820-1866) et les cartes ou photos aériennes de l'IGN pour la période actuelle (1950 à aujourd'hui).

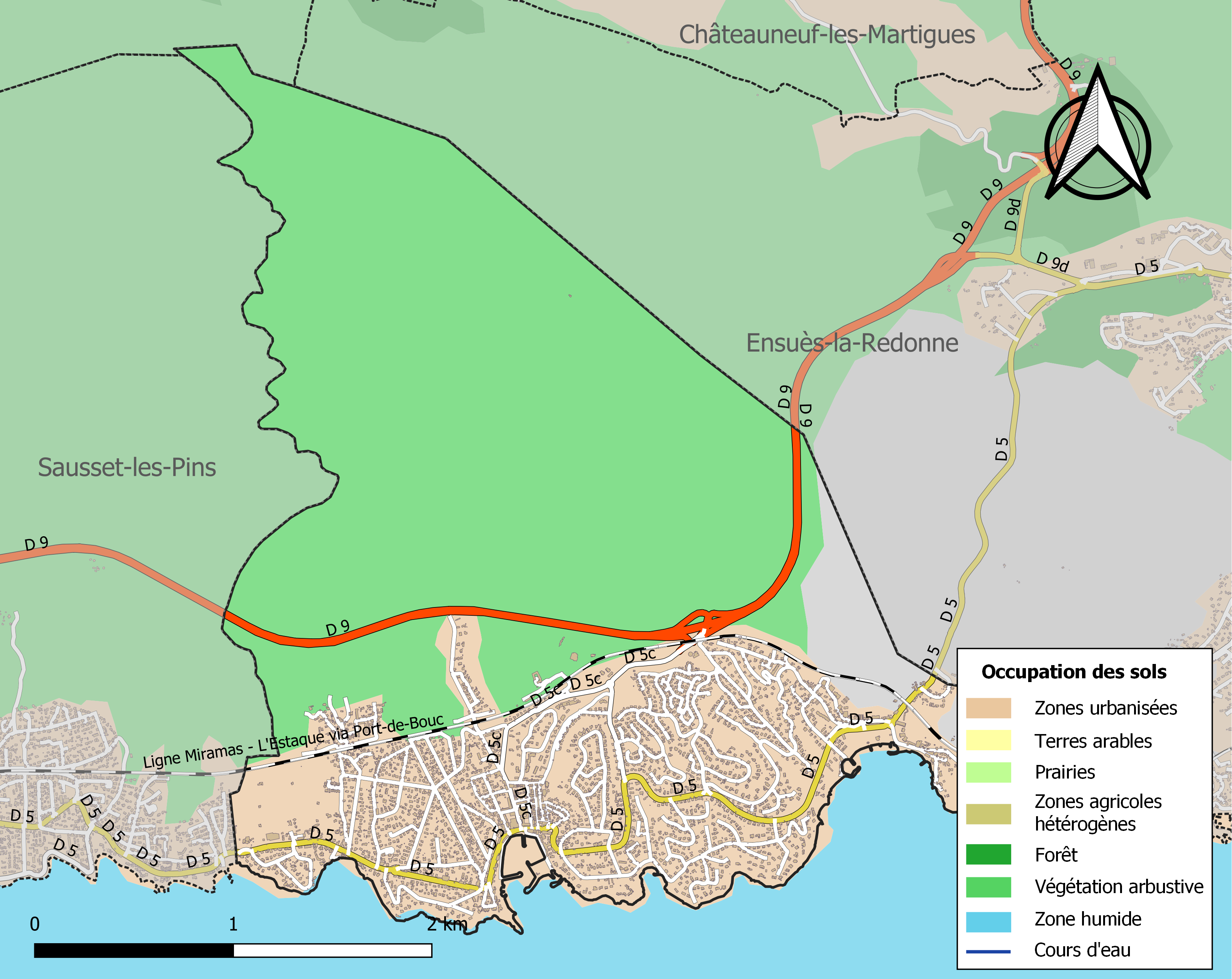
Carte des infrastructures et de l'occupation des sols de la commune en 2018 (CLC).

## Toponymie
Carry-le-Rouet n'est pas née de la fusion de deux communes mais de la juxtaposition du nom des quartiers de Carry et de celui du Rouet.
Rouet est attesté dans cette phrase latine « Castri de Castronovo et de Carrio »  le 4 décembre 1253 dans le fond Saint-Sauveur, Rot dans un différend entre Guillaume des Baux et Marie de Castres qui demande la suzeraineté sur les terres de Châteauneuf, du Rouet et autre lieux. Les années suivantes verront ce toponyme sous les formes Root, Rupt et Roc.

## Histoire

### Faits historiques
Carry-le-Rouet paraît avoir attiré les hommes depuis les temps les plus reculés de la préhistoire méditerranéenne. Les abris sous roches du Rouet ont hébergé des populations nomades il y a environ 20 000 ans, lors des dernières  glaciations.
En 1584, Carry-le-Rouet devient communauté autour du concept de tour de défense. Dépendant de Châteauneuf-les-Martigues, la population, partagée entre cultivateurs et pêcheurs se trouve sous l'autorité des seigneurs de Jarente, qui construisirent le premier château.

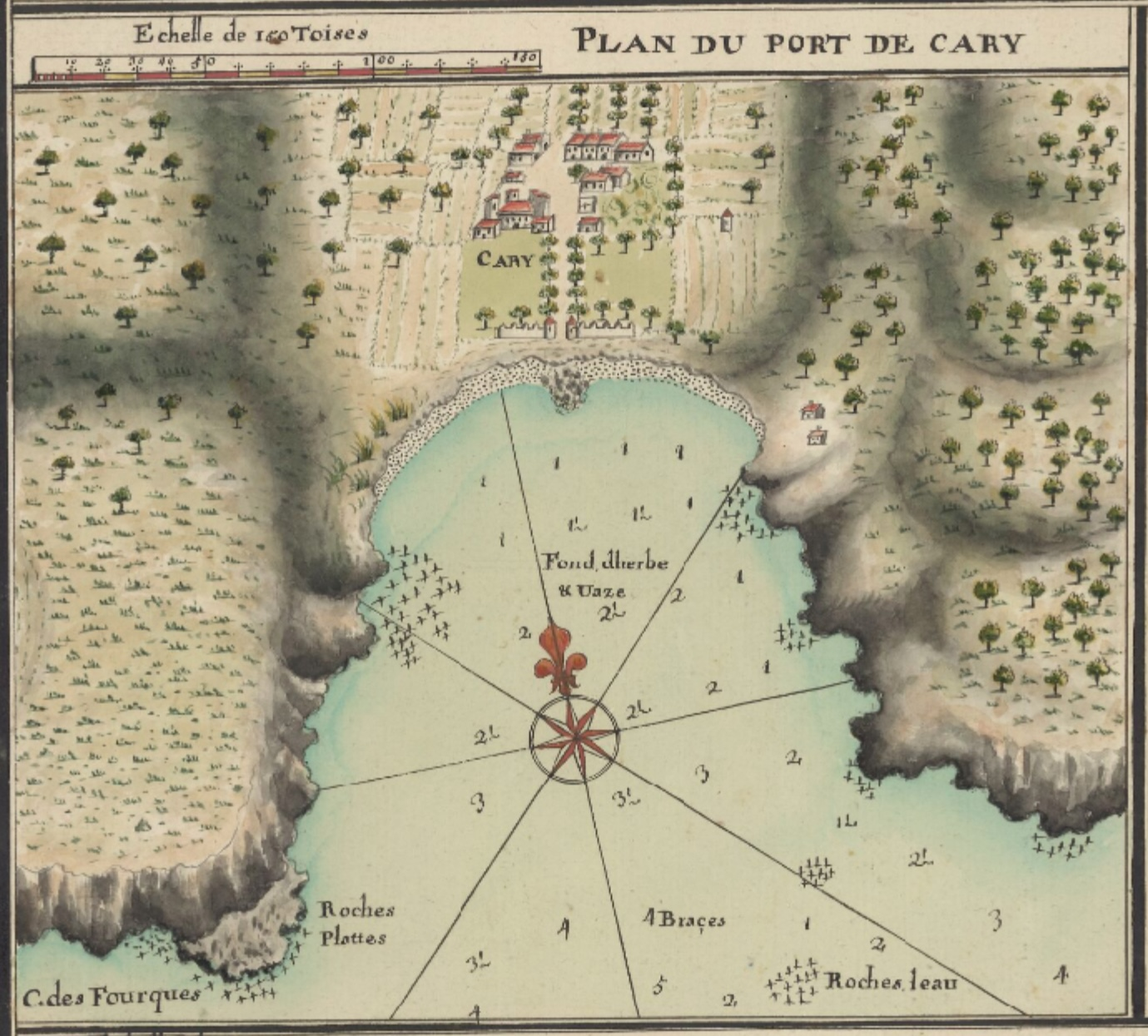

Cartographie de Carry-le-Rouet fin XVIIe début XVIIIe, par Henry MICHELOT, hydrographe .(Source BnF - Gallica ) 
On distingue un village-hameau concentré autour du Château de Caumont-Jourde (remplacé aujourd’hui par la grande Tour) et une ébauche de celui de Jarente (devenu aujourd’hui l’Hôtel « Villa Arena ») . Un moulin, sur la droite, semble sans doute celui du Colombier . Au premier plan, à droite aussi, la Bergerie (actuelle salle d’exposition des arts) constitue une des deux habitations représentée.
La commune de Carry traverse ensuite les siècles sans histoire à l'exception en 1805 d'un débarquement anglais pour y détruire une batterie côtière.
En 1915 la ligne de chemin de fer Miramas-Marseille permettra le désenclavement de Carry-le-Rouet. De nombreux convois militaires l'emprunteront entre 1915 et 1918.
La paix revenue, les premiers lotissements verront le jour avant la guerre de 1940 avec l'arrivée de l'eau et de l'électricité.
Carry-le-Rouet en 1950 était prête à devenir la zone résidentielle qu'elle est aujourd'hui à proximité de villes importantes et de zones de développement économique.
L'acteur et chanteur Fernandel y possédait une villa. Contrairement à ses vœux, sa dépouille n'a jamais été ramenée à Carry-le-Rouet.
La diva du jazz Nina Simone a vécu les dernières années de sa vie à Carry-le-Rouet et y est décédée en 2003. Ses obsèques se sont déroulées à Carry-le-Rouet en présence de sa fille Lisa Simone et de son amie la chanteuse sud-africaine Myriam Makeba.

### Faits marquants de la commune
- La mairie-école date de 1877.
- L’école a été définitivement séparée de la mairie en 1951.
- L'école du Jas-Vieux a été inaugurée en 1951.
- L'avenue Don Camillo a été inaugurée en grande pompe en 1954 en présence de Fernandel et de Jean-Baptiste Grimaldi qui était maire de la ville.
- Le camping Lou Souleï a été mis en service en 1964 et est toujours en activité.
- La fête de la mer durant les trois dimanches de février depuis 1952 et 1960 sur le port.
- Le casino a été inauguré en grande pompe en 1962 en présence de Fernandel et d'Alfred Martin qui était maire de la ville.
- L'école du Jas-Vieux a été inaugurée en 1974. Simone Thoulouzea été institutrice de 1948 jusqu'à son décès survenu en 1980 dont l'école porte son nom et son mari Louis en a été le directeur de 1948 jusqu'à sa retraite en 1984.
- La salle Lucien Canepa a été inaugurée en 1976 et qui a remplacé la caserne des pompiers de 1939 à 1976.
- Une stèle de Fernandel a été inaugurée sur le port en 1986 pour lui rendre hommage et a été déplacée en 1990 devant le cinéma qui porte son nom.
- En janvier 2020, le centre de vacances Vacanciel de la commune sert de lieu de quarantaine pour les Français rapatriés de Chine à la suite de l'épidémie de coronavirus dans ce pays.

## Politique et administration

### Liste des maires
| Période                                  | Période   | Identité                | Étiquette | Qualité                    |
| ---------------------------------------- | --------- | ----------------------- | --------- | -------------------------- |
| mars 1939                                | mars 1947 | Lucien Canépa           | SFIO      |                            |
| mars 1947                                | mars 1957 | Jean-Baptiste Grimaldi  | SFIO      |                            |
| mars 1957                                | mars 1983 | Alfred Martin           | PS        |                            |
| mars 1983                                | mars 1989 | Roger Montagnac         | RPR       |                            |
| mars 1989                                | mars 2013 | Pierre Pène             | UMP       |                            |
| mars 2013                                | juin 2020 | Jean Montagnac          | UMP-LR    | Retraité Fonction publique |
| juin 2020                                | En cours  | René-Francis Carpentier | DVD       |                            |
| Les données manquantes sont à compléter. |           |                         |           |                            |

### Politique de développement durable
La commune a engagé une politique de développement durable en lançant une démarche d'Agenda 21 en 2008.

### Jumelages
- Dietmannsried (Allemagne) depuis 1988
- Busseto (Italie) depuis 2005
- Castell'Arquato (Italie) depuis 2017

## Population et société

### Démographie
L'évolution du nombre d'habitants est connue à travers les recensements de la population effectués dans la commune depuis 1793. Pour les communes de moins de 10 000 habitants, une enquête de recensement portant sur toute la population est réalisée tous les cinq ans, les populations de référence des années intermédiaires étant quant à elles estimées par interpolation ou extrapolation. Pour la commune, le premier recensement exhaustif entrant dans le cadre du nouveau dispositif a été réalisé en 2004.

En 2022, la commune comptait 5 717 habitants, en évolution de −2,97 % par rapport à 2016 (Bouches-du-Rhône : +2,48 %, France hors Mayotte : +2,11 %).
| 1793 | 1800 | 1806 | 1821 | 1831 | 1836 | 1841 | 1846 | 1851 |
| ---- | ---- | ---- | ---- | ---- | ---- | ---- | ---- | ---- |
| 290  | 245  | 268  | 363  | 356  | 465  | 503  | 507  | 502  |

| 1856 | 1861 | 1866 | 1872 | 1876 | 1881 | 1886 | 1891 | 1896 |
| ---- | ---- | ---- | ---- | ---- | ---- | ---- | ---- | ---- |
| 470  | 499  | 477  | 567  | 537  | 547  | 499  | 561  | 582  |

| 1901 | 1906 | 1911  | 1921 | 1926 | 1931 | 1936 | 1946 | 1954  |
| ---- | ---- | ----- | ---- | ---- | ---- | ---- | ---- | ----- |
| 531  | 564  | 1 339 | 565  | 265  | 353  | 410  | 646  | 1 069 |

| 1962  | 1968  | 1975  | 1982  | 1990  | 1999  | 2004  | 2006  | 2009  |
| ----- | ----- | ----- | ----- | ----- | ----- | ----- | ----- | ----- |
| 1 739 | 2 353 | 3 304 | 4 570 | 5 224 | 6 016 | 6 355 | 6 358 | 6 320 |

| 2014  | 2019  | 2022  | - | - | - | - | - | - |
| ----- | ----- | ----- | - | - | - | - | - | - |
| 5 908 | 5 690 | 5 717 | - | - | - | - | - | - |

### Manifestations culturelles et festivités
Chaque année, en février depuis 1956, se déroule sur le port une manifestation appelée « oursinade », dégustation d'oursins et de divers mollusques et crustacés.

## Culture locale et patrimoine

### Lieux et monuments

#### Patrimoine civil
- Le viaduc des Eaux-salées : ouvrage monumental sur la ligne de la Côte Bleue.

#### Patrimoine religieux
- La chapelle du Rouet, construite en 1353 puis reconstruite 2 fois sur ce site, domine la rade de Marseille.
- Église Notre-Dame de l'Assomption de Carry-le-Rouet.

#### Patrimoine naturel

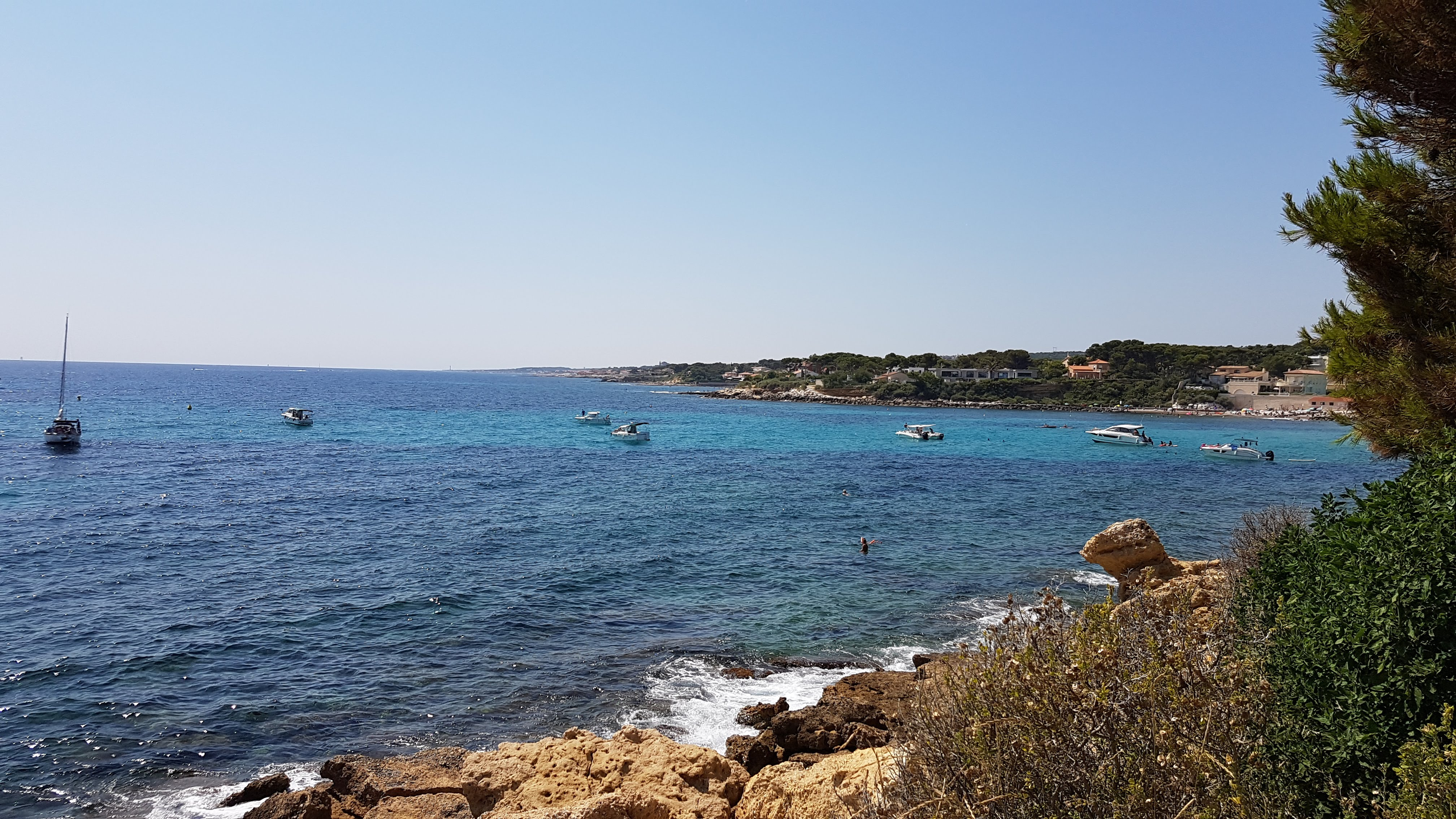
Vue depuis la promenade du bord de mer.

- Carry-le-Rouet est réputée pour ses plages d'eaux claires et son port de pêche pittoresque.
- La commune de Carry a une superficie de 1 007 hectares dont 270 sont urbanisés. Les autres constituent une vaste réserve naturelle boisée.
- Le parc régional marin de la Côte Bleue : il s'agit d'une réserve marine de 85 hectares interdite à toute forme de pêche et destinée à protéger les espèces et la flore sous-marines, notamment l'herbier de posidonie, essentiel pour la préservation des écosystèmes marins.
- Les sites de plongée sous-marine : Carry-le-Rouet est connue pour ses nombreux spots de plongée sous-marine.

### Personnalités liées à la commune
- Philippe Jourde (1816-1905), ancien directeur du Siècle et ancien conseiller général du canton de Martigues, est mort au château de Caumont, qu'il avait fait reconstruire. Bienfaiteur de la commune, il y a financé la construction d'un bureau des postes et télégraphes et celle d'une caserne de douaniers.
- Fernandel (de son vrai nom Fernand Contandin) y a résidé une longue partie de sa vie. Son buste en tant que citoyen d'honneur y est exposé.
- Hubert Reeves venait régulièrement au centre de vacances Les Cigales avec sa famille quand il était très jeune.
- Nina Simone y a vécu les dernières années de sa vie et y est décédée.
- Jean-Pierre Foucault, présentateur TV et ancien président de l'OM, est résident carryen depuis de nombreuses années.

### Héraldique
| Armes de Carry-le-Rouet | Les armes peuvent se blasonner ainsi : D'azur à une tour carrée d'or sur une mer d'argent. |